# Yakan
Pour les articles homonymes, voir Yakan.
Le yakan est une langue austronésienne parlée dans le Sud des Philippines. La langue appartient à la branche malayo-polynésienne des langues austronésiennes.

## Répartition géographique
Le yakan est parlé dans l'archipel de Sulu, sur l'île de Basilan, ainsi que dans l'Ouest de Mindanao. Une petite communauté de Yakan réside en Malaisie, dans l'État de  Sabah.

## Classification
Le yakan est classé par Adelaar dans les langues sama-bajaw, un des groupes du malayo-polynésien occidental. 

## Sources
- (en) Adelaar, Alexander, The Austronesian Languages of Asia and Madagascar: A Historical Perspective, The Austronesian Languages of Asia and Madagascar, pp. 1-42, Routledge Language Family Series, Londres, Routledge, 2005,  (ISBN 0-7007-1286-0)
- (en) Akamine, Jun, Sama (Bajau), The Austronesian Languages of Asia and Madagascar, pp. 377-396, Routledge Language Family Series, Londres, Routledge, 2005,  (ISBN 0-7007-1286-0)